# Sägmühle (Naturschutzgebiet)
Sägmühle ist ein Naturschutzgebiet in den mittelfränkischen Landkreisen Weißenburg-Gunzenhausen und Roth in Bayern.
Das Gebiet liegt zwei Kilometer östlich von Absberg auf der östlichen Landspitze zwischen Igelsbachsee und Kleinem Brombachsee und der angrenzenden Wasserfläche.
Namensgebend war die Sägmühle, eine abgegangene Mühle auf dem Gebiet des heutigen Großen Brombachsees. Sie lag etwa 500 m nordöstlich.
Der Kern dieses 32,68 Hektar großen Schutzgebietes ist eine ausgedehnte Flachwasserzone und angrenzende Freiwasserbereiche. Die Flachwasserzone ist mit mehreren Inseln durchsetzt, zwischen denen flächige Verlandungslebensräume entwickelt sind. Das Ufer ist mit Kiefernwald bedeckt. Dieser kommt der potentiellen natürlichen Vegetation auf den nährstoffarmen, sandigen Böden der Region nahe. Das Gebiet stellt ein Biotop und Brutgebiet für zahlreiche Vogelarten dar.